# Damara-Gürtel

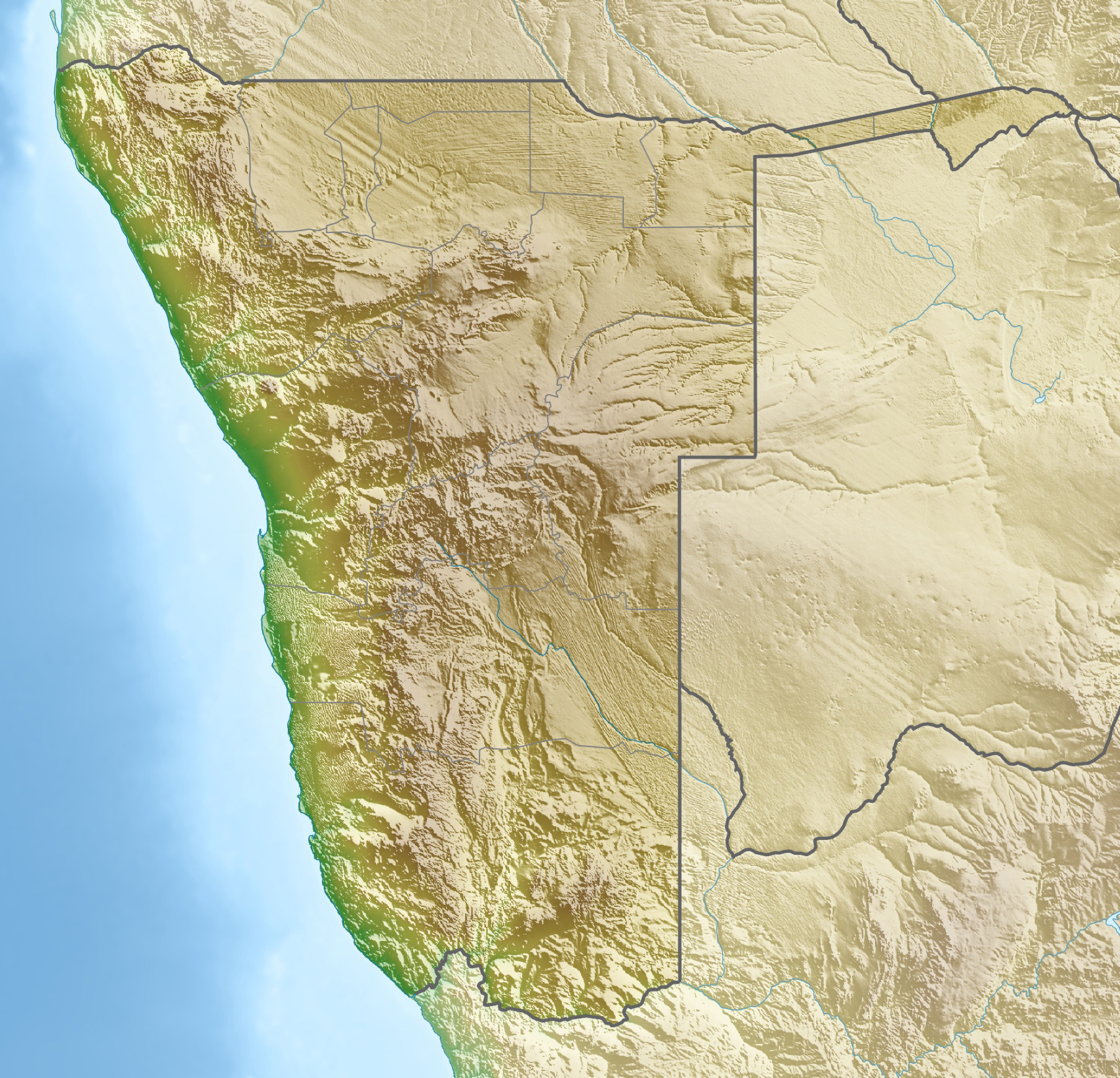
Reliefkarte Namibias

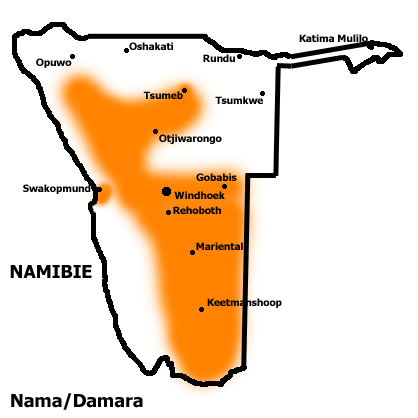
Traditionelles Siedlungsgebiet der Damara und Nama in Namibia

Der Damara-Gürtel (englisch Damara Belt) ist in der regionalen Geologie Südwestafrikas ein Falten- und Überschiebungskomplex, der infolge der Kollision zwischen dem damals noch intakten Kraton Kongo-São Francisco (abgekürzt Kongo-SF) und dem Kalahari-Kraton entstand.
Der Name dieses Gürtels lehnt sich an die Bezeichnung für die afrikanische Volksgruppe Damara ab, die ursprünglich ihr Siedlungsgebiet im zentralen Westen Namibias hatte.
Der Damara-Gürtel ist der intra-kontinentale Zweig des Damara-Orogens. Beide gehören dem neoproterozoischen (vor 1.000 bis 541 Millionen Jahren, abgekürzt mya) Pan-Afrikanischen Orogensystem an, das wesentlicher Bestandteil der Formierung des Superkontinents Pannotia war.
Der Orogenese des Damara-Gürtels ging ab 780 mya die Trennung des Kratons Kongo-SF von den Kalahari- und Río de la Plata-Kratonen voraus. Ursächlich waren Superplume-Ereignisse, die zum Zerfall des Superkontinent Rodinias führten.
Die Hauptphase der orogenen Entwicklung des Damara-Gürtels erfolgte von 560 bis 510 mya mit der Kollision der Kratone Kongo-SF und Kalahari. Spätorogene Intrusionen ereigneten sich um 480 mya. Starke Hebungsvorgänge fanden bis zur Trias/Jura-Grenze statt.
Die Evolution des Damara-Gürtels vom Auseinanderbrechen des Superkontinents Rodinia über die Bildung von Grabenbrüchen mit Ozeanen bzw. Meeren  und deren anschließender Schließung infolge Subduktion entspricht dem Wilson-Zyklus.

## Lage und Ausdehnung
Der Damara-Gürtel kann von der Westküste des Südatlantiks bis ins Landesinnere von Namibia über eine Länge von ca. 530 Kilometer (abgekürzt km) bestimmt werden. Östlich wird er von jüngeren Sedimenten der Kalahari mit unregelmäßiger Ausdehnung bedeckt. An der Atlantikküste schließt der nördliche Bereich des Damara-Gürtels in der Kunene-Region an den Kaoko-Gürtel mit dessen Ugab-Zone an. Im Süden grenzt der Damara-Gürtel in der Region ǁKaras bei der namibischen Stadt Lüderitz an den Gariep-Gürtel. Diese Erstreckung beträgt ca. 600 km und stellt den Bereich des Damara-Gürtels im engeren Sinn dar. Hinzu kommen noch ca. 350 km für die nach Norden reichende Nördliche Plattform sowie ca. 450 km für das im Süden liegende Nama-Vorlandbecken.
Aus geologischer Sicht hat der Damara-Gürtel eine von Südwest nach Nordost Streichung (Längsachse) auf dem südwestlichen Bereich des Kratons Kongo-SF und nordwestlichen Rand des Kalahari-Kratons. Aufgeschlossen liegt er in Zentral- und Süd-Namibia. Unter Deckschichten verläuft er weiter in Richtung Botswana.
Anhand von ähnlichen tektonischen Entwicklungen, strukturellen und metamorphen Eigenschaften wird vermutet, dass der Damara-Gürtel Teil eines größeren Orogenkomplexes ist, der sich quer durch das südliche Afrika zieht. Dieser Komplex verläuft vom westlich liegenden Damara-Gürtel weiter Richtung Osten zum Lufilian-Bogen, dem Sambesi-Gürtel bis zum Mosambik-Gürtel und dem Lurio-Gürtel bzw. zu der Lurio-Scherzone.

## Geodynamische Entwicklung

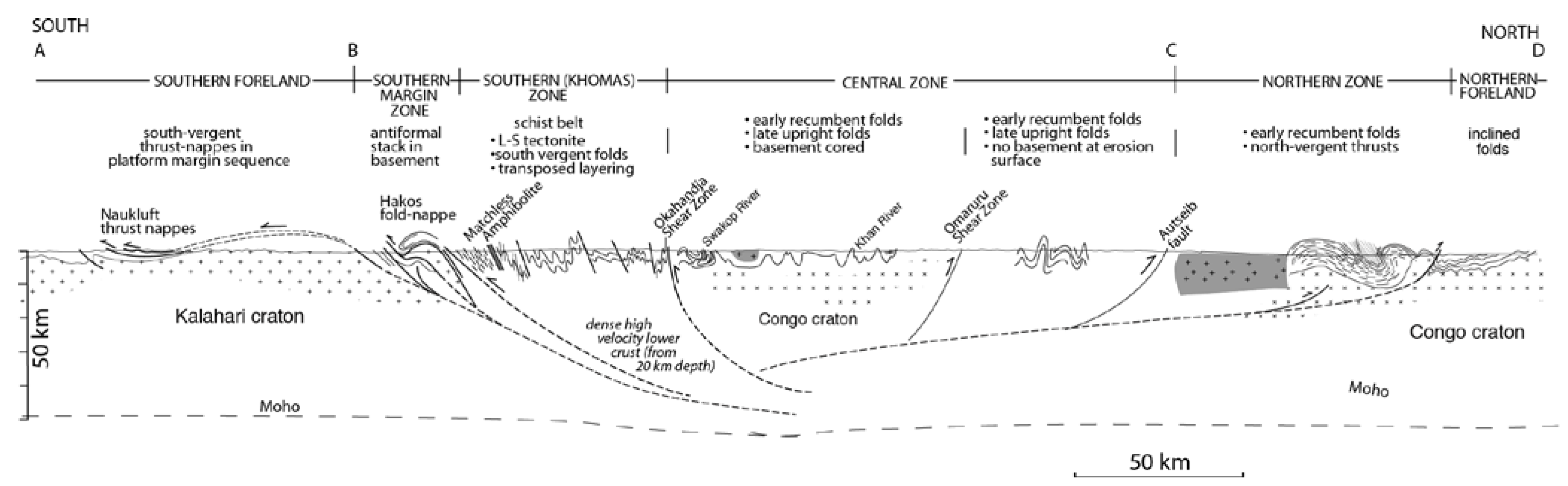
Geologische Krustenarchitektur des Damara-Gürtels im Damara-Orogen, Prinzipdarstellung

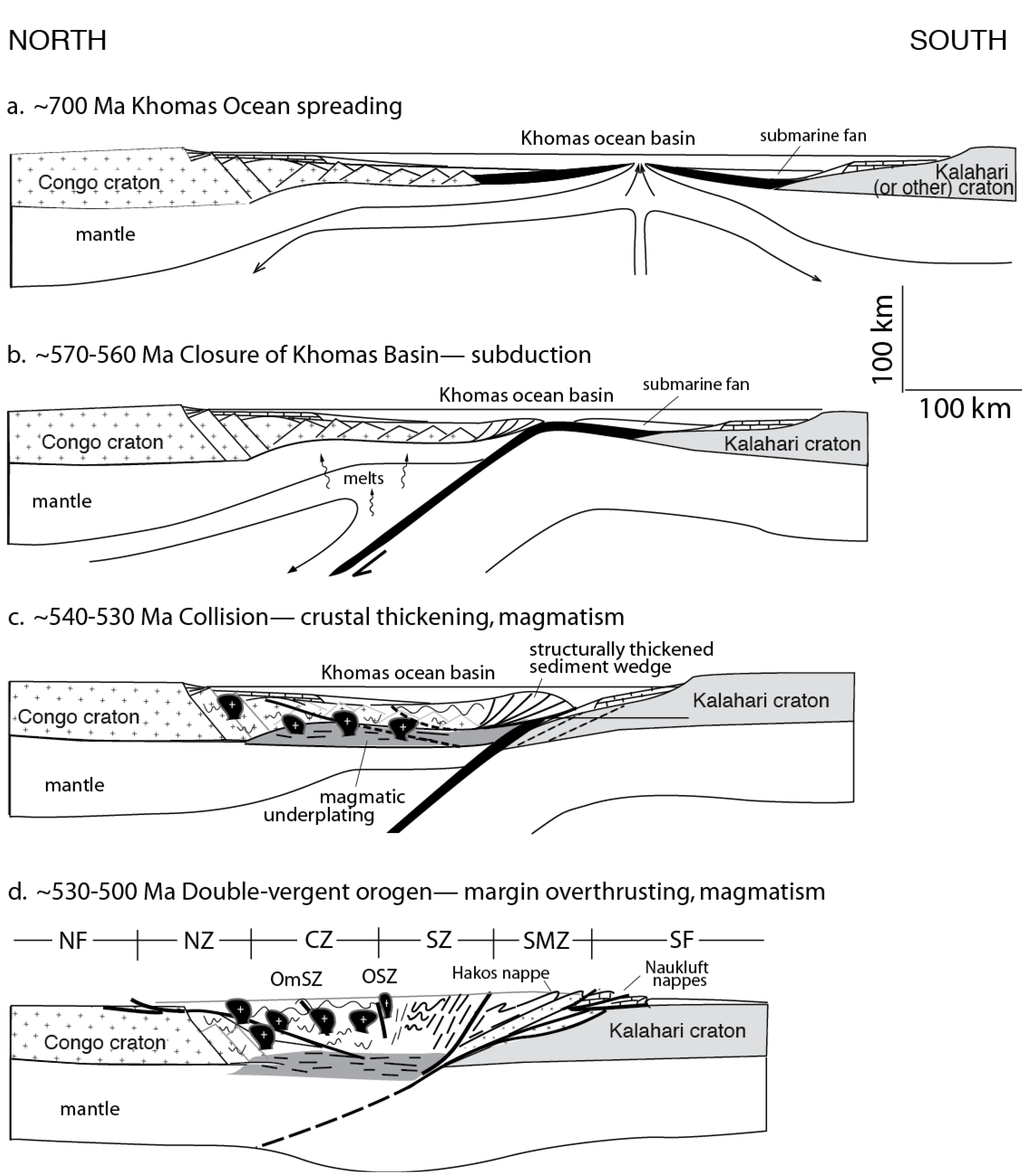
Tektonische Evolution des Damara-Gürtels im Damara-Orogen, Prinzipdarstellung

Die Rekonstruktion der tektonischen Evolution des Damara-Gürtels ist derzeit noch geprägt durch einige Unsicherheiten und Unklarheiten. Diese betreffen insbesondere die Konfiguration bzw. Lage von Kontinenten und Kratonen (hier betreffend Kongo-SF und Kalahari), die Ausbildung von intra-kontinentalen Grabenbrüchen und Ozeanbodenspreizungen, die Bildung, Erstreckung und Größe von Ozeanen bzw. Meeren, die die Landmassen trennten sowie die Subduktionsrichtungen und -geschwindigkeiten der Ozeane (hier betreffend den Adamastor-Ozean und das Khomas-Meer).
Auf der Grundlage der bisherigen geologischen Untersuchungsergebnisse sowie diversen Annahmen über die noch nicht geklärten Unsicherheiten existieren zum Teil unterschiedliche Hypothesen über die Entwicklung des Damara-Gürtels. Eine davon wird im Folgenden dargestellt.
Die geodynamische Entwicklung des Damara-Gürtels hängt mit der Bildung und dem Zerfall des Superkontinents Rodinia zusammen. Als dieser sich um 900 mya gebildet hatte, waren u. a. die Kratone Kalahari, Río de la Plata sowie der Kongo-Kraton zu einer Landmasse verbunden. Der Kongo-Kraton war mit dem São Francisco-Kraton verbunden (abgekürzt Kongo-SF).

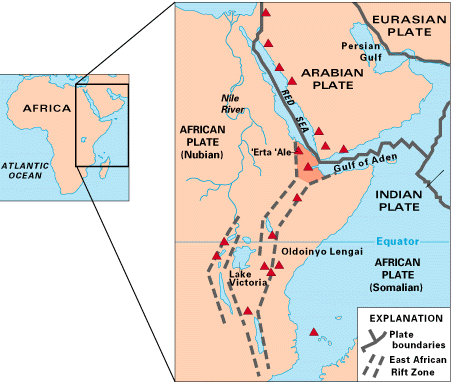
Triple Junction am Beispiel des Afar-Dreiecks, Ostafrika

Im Zeitraum von 780 bis 740 mya entstanden von den Superplume-Ereignissen initiierte intra-kontinentale Grabenbrüche (engl. Rifts) entlang eines Triple Junction (Tripelpunkt) zwischen dem Kraton Kongo-SF sowie den Kalahari- und den Río de la Plata-Kratonen. Erste größere magmatische Ereignisse können als Vorzeichen von Plume-Entwicklungen angesehen werden. Zwischen ihnen bildete sich der Adamastor-Ozean aus.
An den westlichen Rändern der sich spreizenden Kratone Kongo-SF und Kalahari entwickelten sich lang andauernde extensionsbezogene Plutone aus Granitoiden, Syeniten und Dioriten sowie Vulkanite mit rhyolithischen Lavaflüssen und Aschetuffe. Dabei wurden mehrere Kilometer mächtige Schichten abgelagert. Sie bilden die basalen Lagen der sedimentären Nosib-Gruppe.

Prinzipdarstellung von Horst-Graben- (oben) und Halbgraben- (unten) Verwerfungen

In der weiteren Folge entstanden zwischen den Kongo-SF- und Kalahari-Kratonen zwei annähernd parallele intra-kontinentale Grabenbrüche. Die Grabenbrüche bildeten Becken, in denen sich verschiedene Graben-Horst-Systeme, Halbgraben (engl. Half-graben), Rücken und Verwerfungen entwickelten.

Schematischer Schnitt durch ein Seebecken

Zuerst öffnete sich ein nördlicher Grabenbruch gefolgt von einem südlichen Grabenbruch. Aus ihnen entstand die heutige tektono-stratigraphische Aufteilung des Damara-Gürtels von der Nördlichen Randzone bis zur Südlichen Randzone. Aus einer Abschiebung im südlichen Grabenbruch bildete sich mit zunehmender Spreizung eine progressive Subsidenz (Krustenabsenkung), in der das Khomas-Rift entstand, welche auch als Khomas-Trog bezeichnet wird. Die anhaltende Krustenabsenkung führte zur Flutung der beiden Becken mit Meereswasser aus dem Adamastor-Ozean. Im nördlichen Grabenbruch bildete sich das Outjo-Meer, im südlichen das Khomas-Meer.
Wahrscheinlich entstand im Khomas-Trog ein Mittelozeanischer Rücken und eine Ozeanbodenspreizung. Als Hinweis einer Ozeanbodenspreizung wird der etwa 350 Kilometer lange Matchless Amphibolite Member (siehe → Matchless Amphibolit Member) angesehen. Dieser erstreckte sich nach heutiger geografischer Lage ostwärts von der nördlich liegenden Walvis Bay (Walfischbucht) an der West-Atlantikküste über den Lufilian-Bogen, den Sambesi-Gürtel, den Katanga-Kupfergürtel (Copperbelt) bis zum Lurio-Gürtel im Mosambik-Gürtel von Mittel-Mosambik.
Für mehrere Millionen Jahre dienten die Grabenbrüche als Sammelbecken für unterschiedlichstes Sedimentmaterial, das vor allem von Fließgewässern transportiert und als Fluviatiles Sedimente (Flussablagerungen) abgelagert wurde. Das Gesteinsspektrum besteht überwiegend aus Siliziklastika mit geringfügiger Ablagerung von vulkano-sedimentären Schichten.
Während der Grabenbruchphase traten mehrere Eiszeiten auf. Die erste war die Kaigas-Eiszeit um 750 mya. Ihr folgte um etwa 730 mya die Sturtischen Eiszeit, die möglicherweise globale Ausmaße erreichte, was als Schneeball Erde bezeichnet wird. Nachfolgende Eiszeiten waren die Marinoische Eiszeit, ab etwa 635 mya, ebenfalls mit globaler Vereisung und die Gaskiers-Eiszeit, um 580 mya. Mit den Eiszeiten, insbesondere bei der Sturtischen Eiszeit, kam die Sedimentation zum Erliegen bzw. wurde stark verringert. Während und nach den Gletscherbildungen veränderte sich der Meeresspiegel drastisch weltweit (siehe auch →Eustasie). Mit dem Abschmelzen der mächtigen Eisdecken kam es durch die enormen Mengen an Schmelzwasser zu großräumigen Überschwemmungen, im Zuge deren Calciumcarbonate und weitere Sedimente als glazigene Diamiktit- bzw. Tillit-Ablagerungen gebildet und teilweise weit verfrachtet wurden. Diese Eiszeiten bzw. deren nachweisbare Auswirkungen auf geologische und klimatische Prozesse stellen wichtige Marker zur Rekonstruktion der geochronologischen Entwicklung der Erdgeschichte dar.
Ab 655 mya folgte auf die Divergenz- die Konvergenzphase zwischen den kratonischen afrikanischen und südamerikanischen Kontinentalschollen. Zwischen 595 und 560 mya schloss sich der nördliche Adamastor-Ozean, und zwischen 550 und 540 mya war auch der südliche Teil des Adamastor-Ozeans westwärts unter den Rio de la Plata-Kraton subduziert. Dadurch kollidierten die Kratone Río de la Plata und Kalahari.
Zwischen 595 und 575 mya begann das Khomas-Meer nordwärts unter den Kraton Kongo-SF zu subduzieren. Von 560 bis 540 mya kollidierten die Kratone Kongo-SF und Kalahari in einer sinistralen, d. h. linksgerichteten Blattverschiebung (engl. Strike-slip fault), und das Khomas-Meer hatte sich um 540 mya geschlossen. Auf dem Kraton Kongo-SF bildeten sich nordwest-vergent geneigte Falten und Überschiebungen, während sich auf dem Kalahri-Kraton südost-vergente Strukturen ausbildeten. Es wird angenommen, dass der Kalahari-Kraton teilweise unter den Kraton Kongo-SF subduzierte. Mit der Blattverschiebung ging eine Ausdehnung der Krusten in Nordost-/Südwest-Richtung einher, die diverse Störungen und Scherzonen erzeugte.

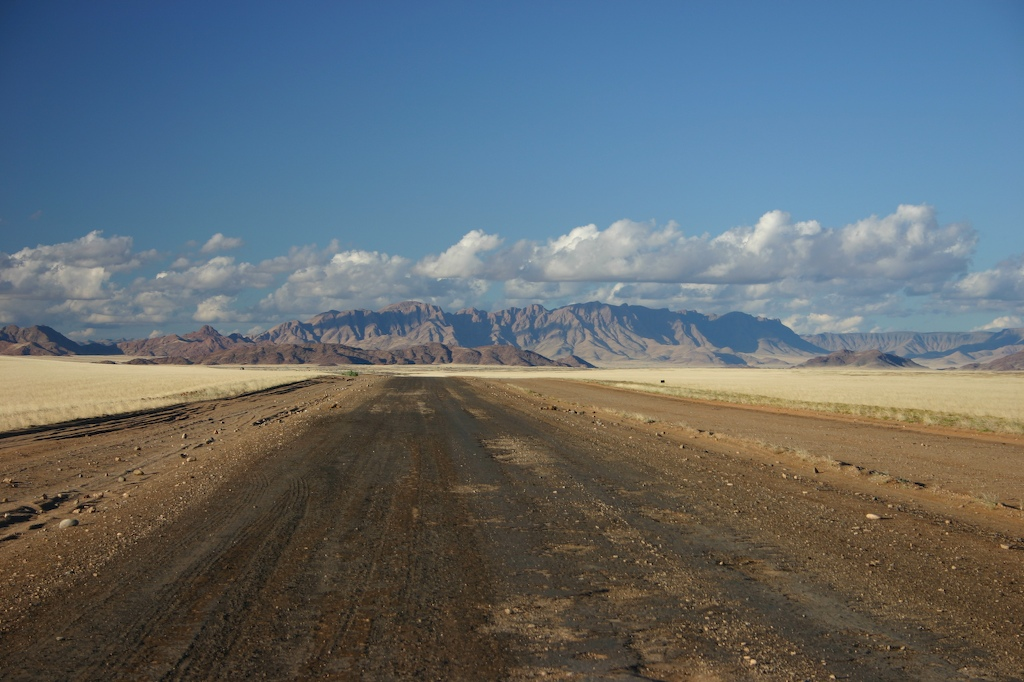
Naukluftberge von der Siedlung Sesriem aus gesehen

Von 520 bis 510 mya erfuhr der Kraton Kongo-SF eine mächtige Verdickung im Bereich der Kollisionszone um bis zu 24 km mit entsprechender Anhebung seiner Kruste relativ zur Südlichen Zone. Die zuvor abgelagerten Sedimente wurden komprimiert, zu einem hohen Faltengebirge verformt und teilweise auf den Kraton Kongo-SF aufgeschoben. Sie bildeten das noch rezente Khomashochland. Der Naukluft Nappe Complex hatte sich als Deckenüberschiebung auf den nördlichen Kontinentalrand des Kalahari-Kratons geschoben.
Begleitet wurden diese Kompressionsvorgänge von Intrusionen mächtiger Plutone in nördlichen und zentralen Bereichen des Damara-Gürtels sowie Deformationen und Metamorphosen von Krustenbereichen, die bis 460 mya anhielten. Danach hatte sich der Damara-Gürtel weitgehend konsolidiert.

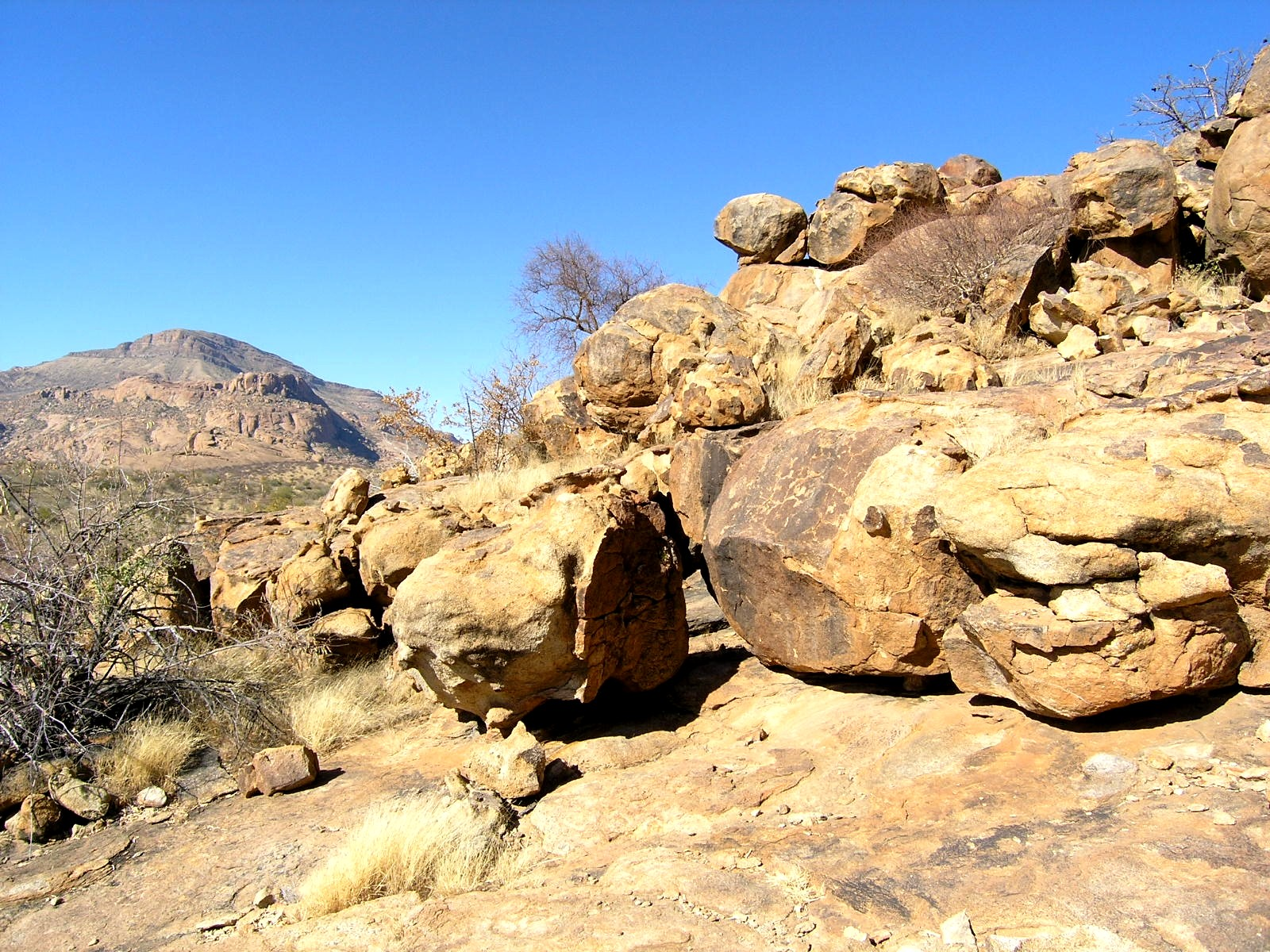
Detailansicht des Erongogebirges
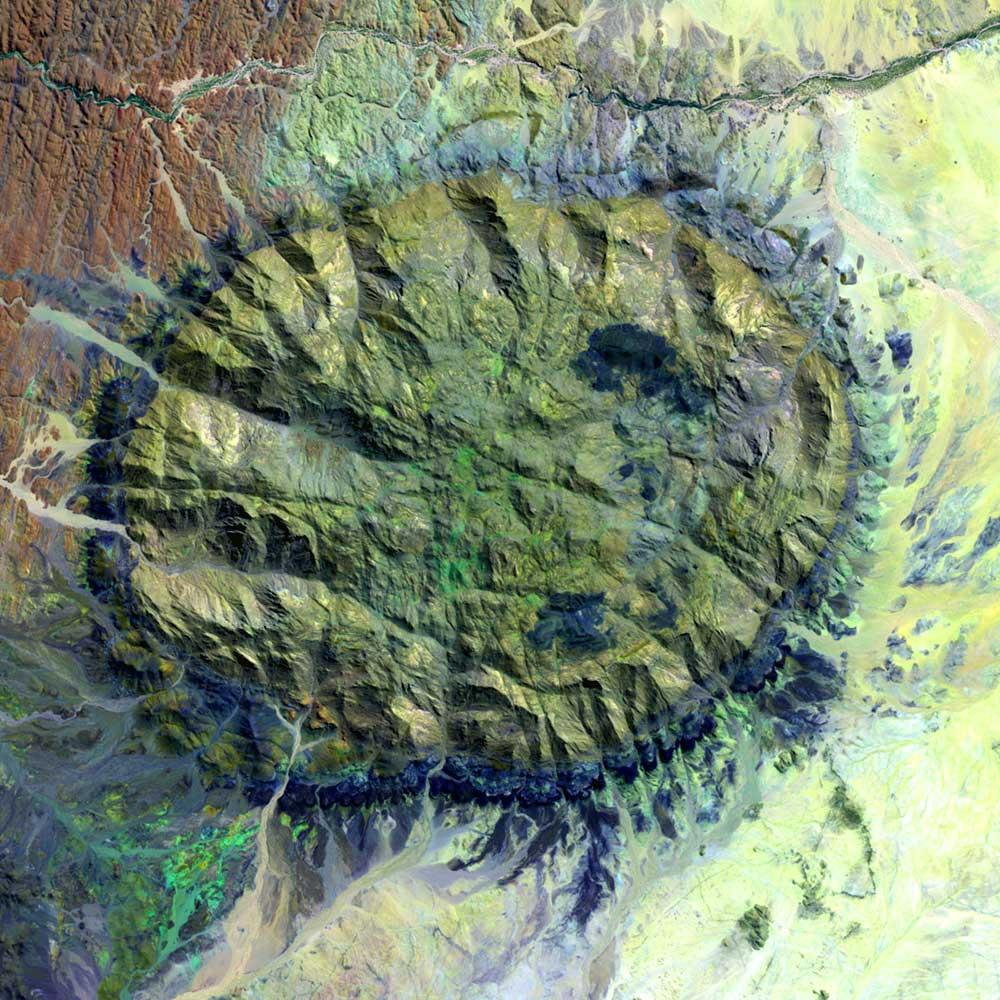
Satellitenaufnahme des Brandbergmassivs
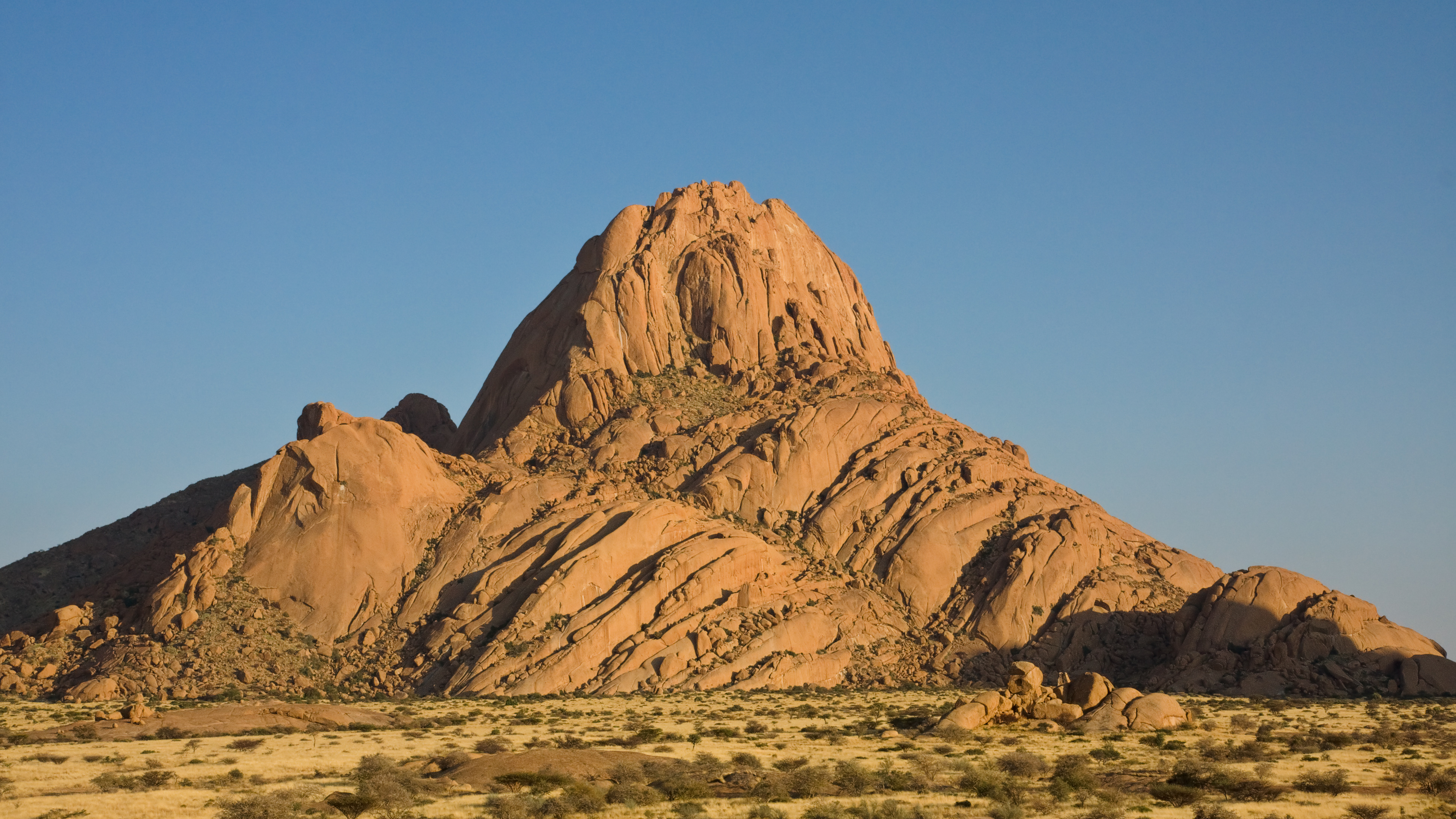
Spitzkoppe im Sonnenaufgang
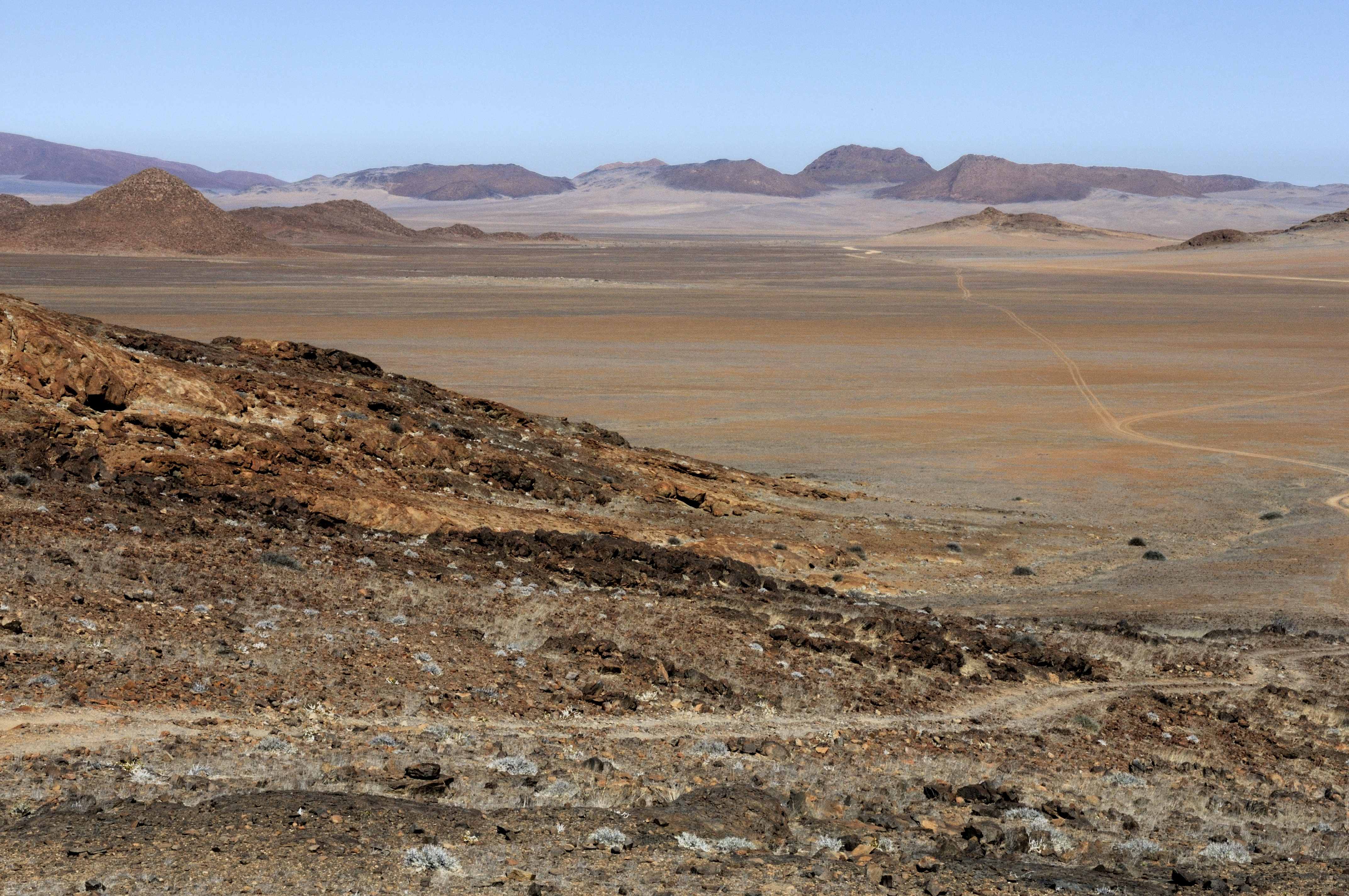
Vulkankrater des Messum-Kraters
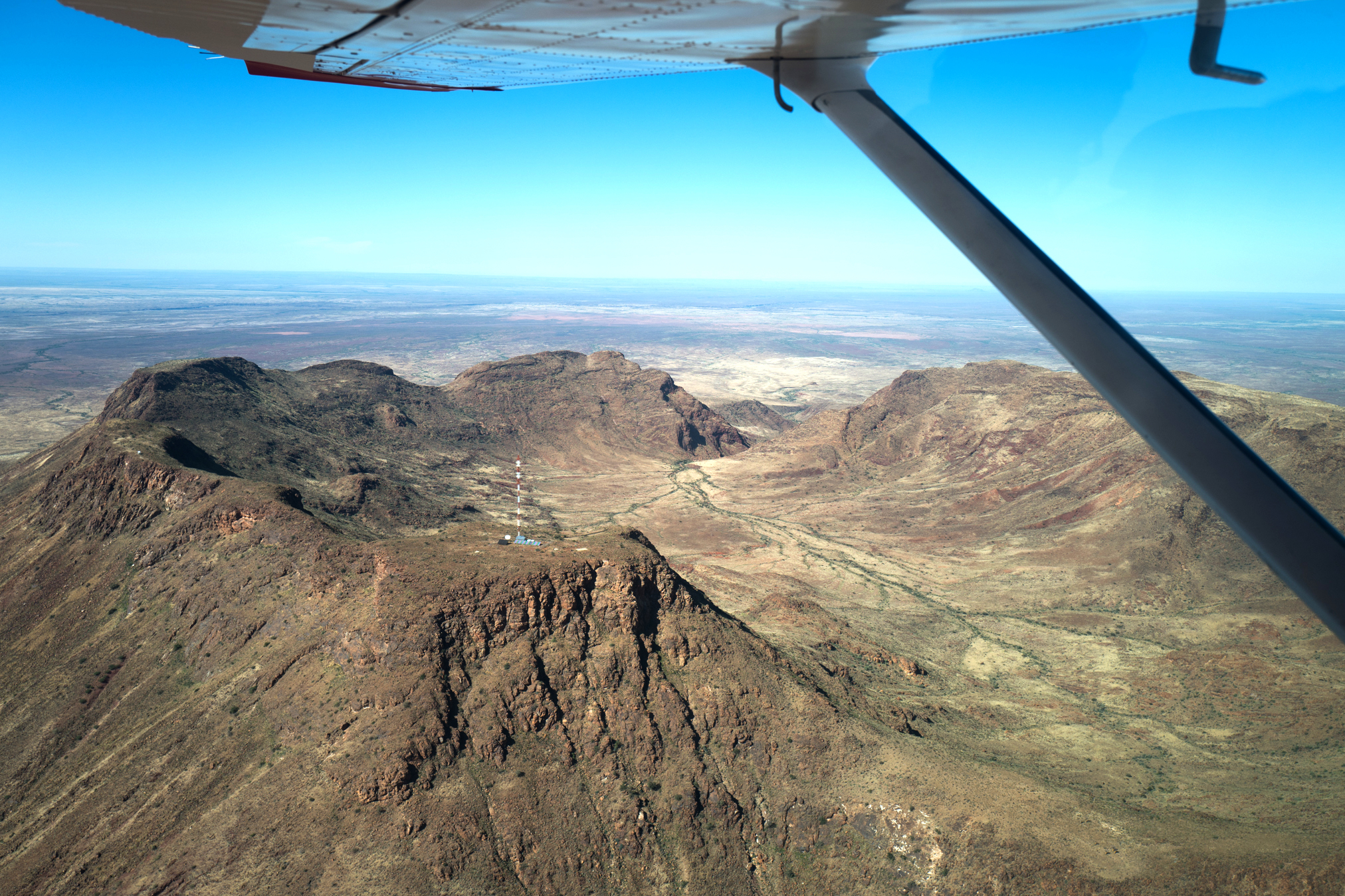
Brukkaros aus der Vogelperspektive

Mit dem Auseinanderbrechen von Gondwana und der Öffnung des Südatlantiks ab der frühen Kreide intrudierten auf der südamerikanischer und afrikanischer Seite mächtige Vulkanite. Im Damara-Gürtel waren es u. a. das Erongogebirge, das Brandbergmassiv, die Spitzkoppe, der Messum-Krater, der Brukkaros und der Groot Paresis sowie etliche andere magmatische Intrusionen, wie Dykes, Lagergänge und Kimberlit-Schlote (jedoch ohne Diamanten).
Ende der Kreide lagerten sich im Kalahari-Becken die Sedimente der heutigen Kalahari ab. Diese reichen u. a. von Botswana westwärts bis etwa in die Mitte des Damara-Gürtels.
Vermutlich entwickelte sich zwischen 16 und 15 mya die Wüste Namib. Ursache war wahrscheinlich die Ausbildung des Antarktischen Zirkumpolarstroms und die Planetarische Zirkulation des Subtropischen Hochdruckgürtels, die nennenswerte Niederschläge über der Namib verhinderten.
Die Entwicklungen, die im Damara-Gürtel vom Auseinanderbrechen bis zur Neukonfiguration von kontinentalen Landmassen einschließlich dem Entstehen und Schließen von Ozeanen bzw. Meeren, stattfanden, werden zusammengefasst als Wilson-Zyklus bezeichnet.

## Tektono-stratigraphische Gliederung

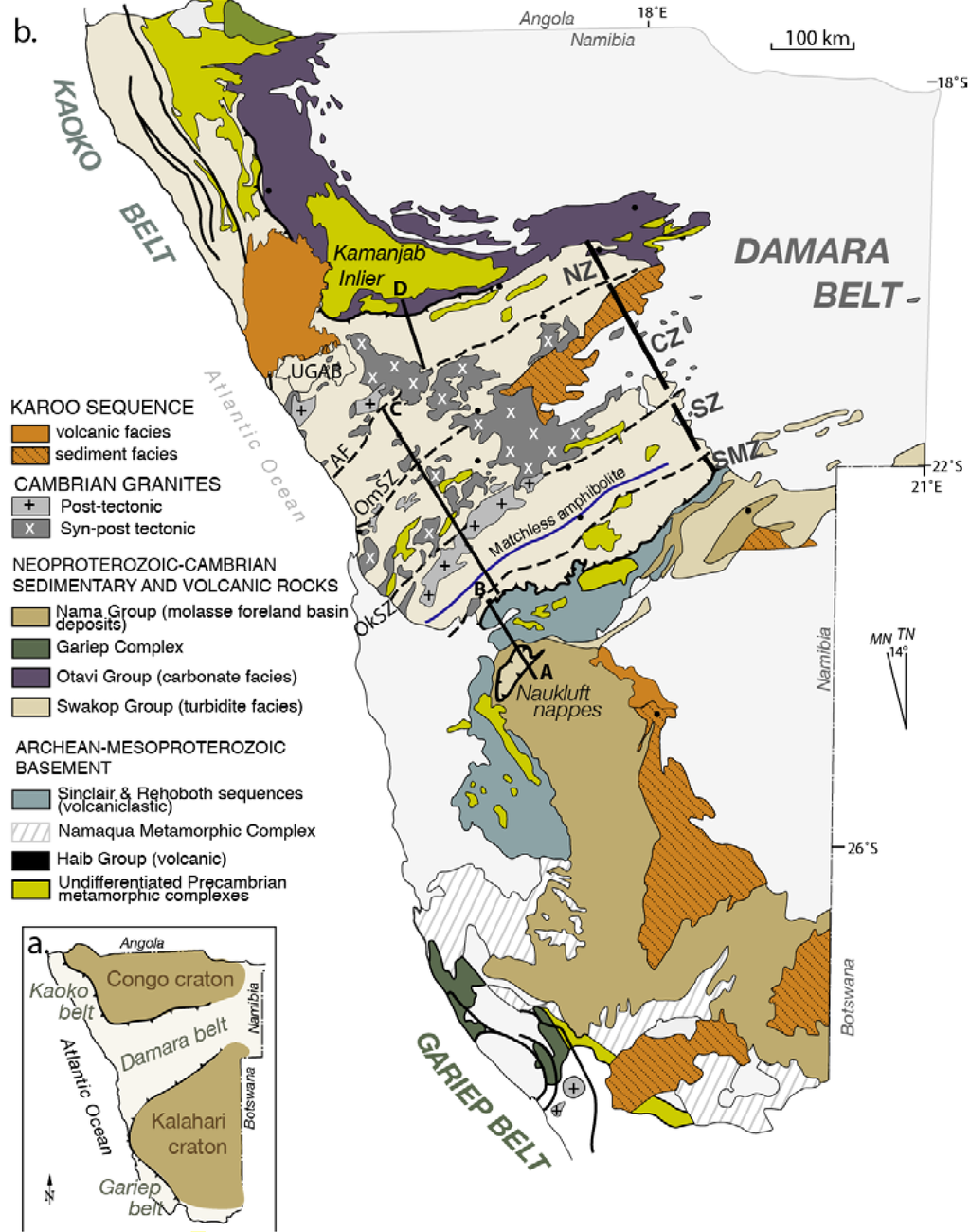
Damara-Orogen mit geologischen Einheiten des Damara-Gürtels. Abkürzungen: NZ Northern Zone; AF Autseib Fault; CZ Central Zone; OmSZ Omaruru Shear Zone; SZ Southern Zone; OkSZ Okahandja Shear Zone; SMZ Southern Margin Zone

Der Damara-Gürtel wird anhand der tektonischen Entwicklung, Stratigraphie, Lithostratigraphie und den geologischen Einheiten in mehrere, näherungsweise gleichgerichtete tektonisch-stratigraphische Zonen gegliedert. Die Grenzen der Zonen ergeben sich aus Verwerfungen, Lineamenten, Störungen oder stratigraphischen Übergängen. Vom Norden nach Süden sind die Zonen wie folgt angeordnet:

### Nördliche Plattform
Die Nördliche Plattform (engl. Northern Platform) lagert auf dem südwestlichen Bereich des Kratons Kongo-SF. Dort hatte sich das große intra-kontinentale Owambo-Becken (engl. Owambo Basin) während der Grabenbruchphasen zwischen den Kratonen Kongo-SF, Kalahari und Río de la Plata gebildet. Dieses Becken erstreckt sich vom Norden Namibias bis zum Süden Angolas. Die westliche Grenze der Nördlichen Plattform bildet der Sesfontein Thrust, der die Östliche von der Zentralen Zone des Kaoko-Gürtels trennt. Südlich wird die Nördlichen Plattform durch den Kamanjab-Inlier sowie verschiedene Ausbisse des Grootfontein Inlier begrenzt.
Diese Plattform enthält Sedimente der Nosib-Gruppe, der Otavi-Gruppe und Mulden-Gruppe. Besonders charakteristisch sind die mächtige, schwach metamorphe Karbonatplattform der Otavi-Gruppe sowie die Molasse-Sedimente der Mulden-Gruppe. Die Otavi-Sedimente bildeten das Otavi-Bergland bzw. die Otaviberge, das sich zwischen den Städten Otavi (namengebend), Tsumeb und Grootfontein erstreckt.

### Nördliche Randzone
Die Nördliche Randzone (engl. Northern Margin Zone) ist ein schmaler, länglicher, Ost-/Nordost-streichender Gebirgskomplex aus metamorphen Gesteinen, der sich entlang des nördlich liegenden Kamanjab Inlier und der westlich anschließenden Nördlichen Plattform erstreckt. Südlich bildet der Khorixas-Gaseneirob Thrust, oder auch Outjo Thrust Belt genannt, die Abgrenzung zur Nördlichen Zone. Im Westen grenzt die Nördliche Randzone an den Epupa Metamorphic Complex. Auf bzw. an diesem Thrust liegen die Gemeinden Outjo im Osten und Khorixas im Westen. Er entstand aus einer Verwerfung, die am steilen Abhang des nördlichen Grabenbruchs während der Beckenabsenkung entstand. Dieser Grabenbruch bildete den nördlichen Bereich des Outjo-Meeres aus.
Die Nördliche Randzone enthält eine dicke Folge von Sedimenten, die denjenigen der Nördlichen Plattform entspricht. Während der Kollision der Kratone Kongo-SF und Kalahari wurden diese als Überschiebungs- und Faltungsgürtel in Richtung der Nördlichen Plattform aufgefaltet. Die Vergenz (Kipprichtung) der Falten ist in Nordwest-Richtung geneigt.

### Nördliche Zone
Die Nördliche Zone (engl. Northern Zone) erstreckt sich zwischen dem Khorixas-Gaseneirob Thrust im Norden und dem Autseib Fault/Otjohorongo Thrust im Süden. Dort schließt die Nördliche Zone an die Zentrale Zone an. Diese Störung verläuft nach Osten bis zum Grootfontein Inlier. Namengebend sind die Orte Autseib und Otjohorongo in der Region Erongo. Im Westen bildet der Epupa Metamorphic Complex die Begrenzung.
Die Nördliche Zone kann als ein nordwärts gerichteter, stark deformierter Faltengürtel bezeichnet werden. Dessen Falten sind prinzipiell aufrecht bis nordvergent, d. h., sie neigen sich nach Norden, mit einem ostwest streichenden Trend. Die stärkste Ausformung tritt im Süden auf, während sie in nach Norden abklingt.
Die Nördliche Zone bildet ein tiefes Grabenbruchbecken mit Halbgraben-Strukturen (engl. Half-graben), in dem sich Sedimente der Nosib-, Swakop- und regional auch der Mulden-Gruppe ablagerten. Die Swakop-Gruppe ist gekennzeichnet durch mächtige siliziklastische Turbidite, über denen calciumcarbonatische und marine flyschoide Sedimente lagern.
Als Folge der Grabenbruchbildung entwickelten sich zwischen 756 und 746 mya Vulkanite, die die Sedimente der Nosib-Gruppe durchschlugen und damit das Mindestalter der Tektonik definiert.  Die Vulkanite bestehen aus pyroklastischen Ascheströmen, Tufflagen  und Lavaströmen. Sie bilden u. a. den Großteil der ca. 150 km² großen Summas Mountains und der benachbarten Mitten Folds. Diese Gebirgskomplexe liegen südwestlich von Khorixas.
Im westlichen Bereich der Nördlichen Zone intrudierten mächtige granitoide Plutonite bzw. Vulkanite. Diese erstrecken sich fast über die gesamte Breite und reichen bis zur Zentralen Zone. Sie entwickelten sich in zwei Phasen: Die erste Platznahme fand während der Hauptdeformation der Falten zwischen 590 und 570 mya statt und durchschlug diese Strukturen. Die zweite Phase ereignete sich im Zeitraum von 550 bis 510 mya und wird der ausklingenden Nord-/Süd-Kompression des Damara-Gürtels zugeordnet. Diese Plutonite bilden typischerweise Gebilde, die sich aus bis zu drei Intrusionen gebildet haben und oft konzentrisch zoniert sind. Die Magmen unterscheiden sich und können aus syenitische bis biotitische Graniten bestehen. Auch aplitische Dykes nahmen Platz.

### Zentrale Zone
Die Zentrale Zone (engl. Central Zone) erstreckt sich zwischen dem Autseib Fault/Otjohorongo Thrust der Nördlichen Zone und dem Okahandja Lineament im Süden. Die Zentrale Zone ist unterteilt in die Nördliche Zentrale Zone (engl. Northern Central Zone) und die Südliche Zentrale Zone (engl. Southern Central Zone), die durch das Omaruru Lineament und den nach Osten anschließenden Waterberg Thrust getrennt werden. Namengebend ist die Gemeinde Omaruru in der Region Erongo und der Tafelberg Waterberg in der Region Otjozondjupa, die den Verlauf dieser Störung bis zum Grootfontein Inlier markieren.
Die Nördliche Zentrale Zone ist die Fortsetzung des in der Nördlichen Randzone beginnenden Grabenbruchsystems mit dem Outjo-Meer. Die tektonische Begrenzung bildet das Omaruru Lineament. Die Südliche Zentrale Zone kann als geologischer Horst angesehen werden, in dem mehrere Verwerfungen auftraten. Südlich des Horsts schließt sich das Grabenbruchsystem der Südlichen Zone an, in dem sich in der weiteren Entwicklung das Khomas-Meer ausformte. Der Horst wurde von beiden Meeren überflutet. In der Südlichen Zentralen Zone entwickelten sich domförmige Inlier des Khan River Detachment, die von Sedimenten umgeben sind (siehe → Khan River Detachment).
Die Sedimente der Zentralen Zone gliedern sich in die Siliziklastika der Nosib-Gruppe und die Calciumcarbonate der Swakop-Gruppe. Tektonische und intrusive Vorgänge ereigneten sich im Zeitraum von 560 bis 508 mya.

### Okahandja Lineament
Das Okahandja Lineament ist eine linienhafte Geostruktur, die die Okahandja Lineament Zone von der nördlich liegenden Südlichen Zentralen Zone trennt. Es kann aeromagnetisch über Länge von ca. 530 km von der Namib (Wüste) nahe dem unteren Kuiseb-Fluss über die Gemeinde Okahandja in der Region Otjozondjupa und weiter an einer SW-/NO-Streichung nachvollzogen werden. Diese tektonische Störung repräsentierte anfänglich den Rand des steilen Abhangs vom südlichen Grabenbruch mit dem sich darin entwickelnden Khomas-Trog. Damit stellt das Okahandja Lineament wahrscheinlich die südliche Grenze des Kratons Kongo-SF während und nach der Grabenbruchbildung dar.
Das Okahandja Lineament bildet eine tief reichende Bruchzone in der Erdkruste, an der scherende Verschiebungen in vertikaler und horizontaler Richtung zwischen der zentralen und südlichen Zone stattfindet. Sie kann als monoklinalähnliche nach unten gerichteter Teil einer Falte angesehen werden und stellt eine der wichtigsten geologischen Grenzen des Damara-Orogens dar. Erkennbar ist das Lineament durch einen vertikalen Faltenbau mit fast parallel gestellten, isoklinalen Faltenschenkeln. Auf der Grundlage von stratigraphischen und geophysikalischen Untersuchungen wird angenommen, dass entlang dieses Lineaments die Zentrale Zone relativ zur Südlichen Zone um 20 bis 24 km angehoben wurde, bzw. die Kruste der Zentralen Zone verdickte sich um diesen Betrag. Nahe dem Lineament traten felsische Vulkanite aus, die vergleichbar mit denen in der Nördlichen Zone sind.
Während und nach der tektonischen Kollisionsphase mit teilweiser Subduktion des Kalahri-Kratons unter den Kraton Kongo-SF intrudierten im Zeitraum von 565 bis 495 mya mächtige granitoide Plutone, wie die Goas Diorit Suite, die Salem Granit Suite und die Habis Granit Suite. Die Suiten bestehen aus einzelnen Plutonen vergleichbarer Petrographie meist verteilt über mehrere Areale in der Zentralen Zone. Darüber hinaus entstanden post-tektonische Dykes, Vulkanschlote und Lavaschichten. Die Intrusiva setzen sich häufig zusammen aus Granit, Granodiorit, Quartz-Diorit, Leukogranit und Alaskit, eine Leukogranit-Varietät, bestehend überwiegend aus Quarz und Alkalifeldspat. Die unterschiedliche Petrographie lässt auf verschiedene Magmaquellen und deren Genesehistorie schließen. Die Bezeichnungen der Vulkanite beziehen sich meistens auf regionale Örtlichkeiten, in denen sie erstmals beschrieben wurden oder häufig vorkommen.

### Okahandja Lineament Zone
Die Okahandja Lineament Zone schließt südlich an das Okahandja Lineament an und hat eine Breite zwischen 25 und 40 km.  Diese tektonische Einheit wird als Geosutur zwischen den Kratonen Kongo-SF und Kalahari interpretiert. Während der Subduktion des Khomas-Meeres lagerte sich ein Akkretionskeil an den Kraton Kongo-SF an, der nun als dessen südlicher Rand angesehen wird.
In dieser Zone vollzieht sich ein abrupter Wechsel des strukturellen Baustils, der Vergenz (Neigung) der Strukturen, der geophysikalischen Signaturen und der metamorphen Fazies zwischen der Südlichen Zone und der Südlichen Zentralen Zone. Das Gesteinsgefüge ist fast vertikal in NW-Richtung ausgerichtet und parallel zum Verlauf der Zone infolge starker Spaltung geschiefert. Die Falten können steil und dicht bis gedrängt (isoclinal) stehen.
Am Südrand der Okahandja Lineament Zone intrudierte um 523 mya der Donkerhuk batholith, der sich aus einer sehr großen Anzahl von flachen granitischen Ergüssen über einen Zeitraum von ca. 20 Millionen Jahren bildete. Er ist mit über 200 km Länge und bis zu 40 km Breite der größte einzeln ausgebildete Batholith in Namibia.
Gesteine des Grundgebirges und der sedimentären Nosib-Gruppe sind nicht aufgeschlossen. Jedoch lagerten sich Sedimente aus der Swakop-Gruppe ab, die als Turbidite den steilen Abhang zum tiefen Becken der Südlichen Zone herabglitten.

### Südliche Zone
Die Südlichen Zone (engl. Southern Zone), auch Khomas-Trog genannt, erstreckt sich zwischen der Okahandja Lineament Zone im Norden und dem Gomab River Lineament im Süden, an dem die Südliche Randzone beginnt. Die Südliche Zone entstand aus dem südlichen Grabenbruch, der eine ca. 20 km tief abgesenkte Beckenstruktur auf dem subduzierten Plattenrand (engl. Slap) des Kalahari-Kratons darstellt. Es wird angenommen, dass der Plattenrand abriss und nicht vollständig in den Erdmantel abtauchte (engl. Slab break-off) (siehe auch → Backarc-Becken), wodurch der Subduktionsvorgang zum Stillstand kam. Der nördliche Rand dieses Beckens wird durch einen steilen Abhang der Okahandja-Lineament-Zone gebildet.
In diesem Becken lagerten sich siliziklastische, flyschoide Sedimente der Swakop-Gruppe mit Mächtigkeiten von bis zu 10 km ab. Im Übergangsbereich des steilen Abhangs zum Beckenboden formten ausgedehnte turbidite Schwemmkegel, deren Sedimente von der Südlichen Zentralen Zone stammen.

### Matchless Amphibolit Member
Eine wichtige geologische Einheit innerhalb der Südlichen Zone stellt die SW-NE streichende Zone des Matchless Amphibolit Members dar. Dessen Aufschluss erstreckt sich über eine Länge von ca. 350 km südwestlich vom Seehafen Walvis Bay in der Region Erongo nördlich vorbei an Windhoek bis nach Steinhausen in der Region Omaheke.
Diese Formation vereint wichtige tektonische und lithologische Merkmale zum Verständnis der Evolution des Damara-Gürtels. Tektonisch ist er eine Hauptscherzone, an der Verschiebungen in südöstlicher Richtung auftreten. Geochemische Untersuchungen zeigen für den Matchless-Amphibolit Member eine Basalt-Signatur eines Mittelozeanischen Rückens an. Er besteht u. a. aus subalkalinen und tholeiitischen Ozeanbodenbasalten mit metamorph überprägten Kissenlaven, basaltischen Brekzien (kantige Gesteinstrümmer) und Gabbro-Linsen mit eingelagerten Marmoren und Graphit-Schiefern. Während der teilweisen Subduktion des Kalahari-Kratons obduzierten diese Gesteine auf den Kraton Kongo-SF.
Es wird vermutet, dass der Matchless Amphibolite Member in Verbindung mit der Mwembeshi-Scherungszone steht, die im Sambesi-Gürtel und dem Lufilian-Bogen vorhanden ist. Beide würden dann eine trans-kontinentale Scherzone bilden. Jedoch sind Sambesi-Gürtel und Lufilian-Bogen aus s.g. aulakogen Grabenbrüchen entstanden, die sich nicht zu Ozeanbodenspreizungen weiter entwickelten.

### Südliche Randzone

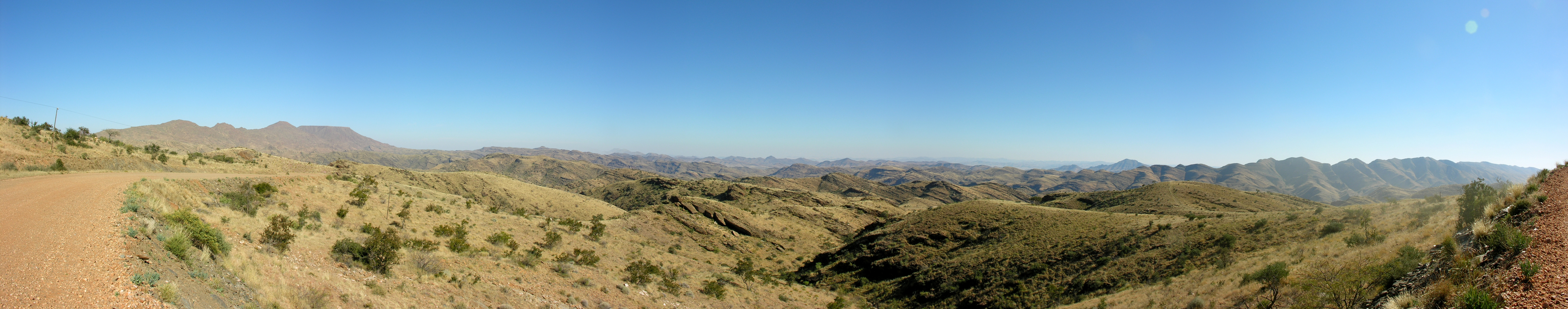
Hakosberge

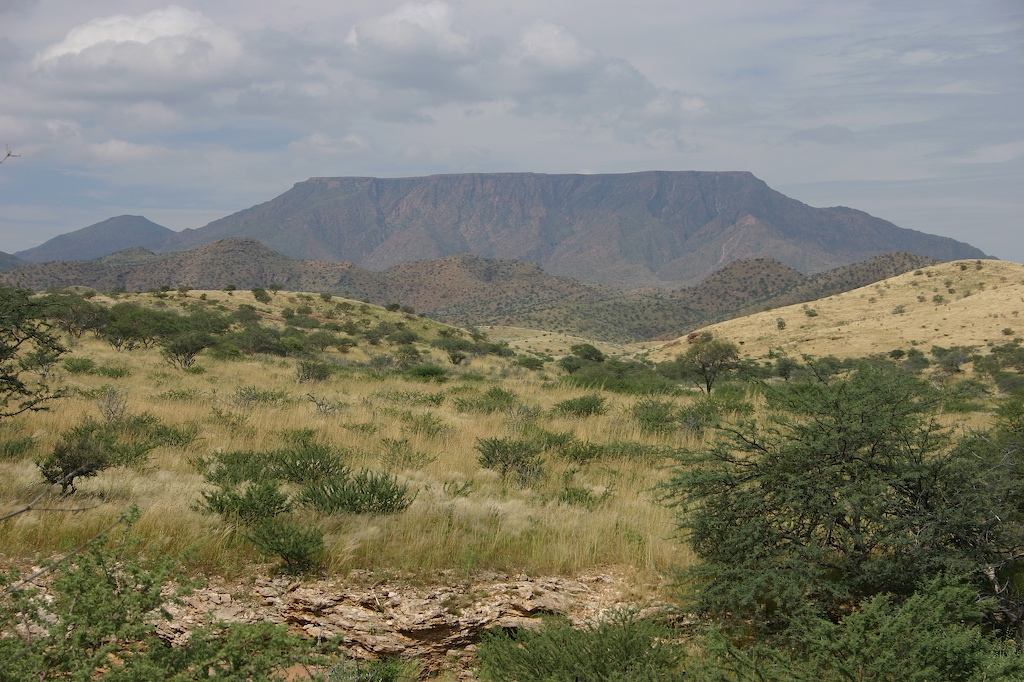
Gamsberg

Die Südliche Randzone (englisch Southern Margin Zone) schließt an die Südliche Zone an und erstreckt sich zwischen dem Gomab River Lineament im Norden und dem Frontal Thrust im Süden. Das Gomab River Lineament, benannt nach dem Gomab River, streicht südlich an Windhoek vorbei und weiter ostwärts. Es entstand ähnlich wie die Nördliche Randzone während der Kollision der beiden Kratone und Subduktion von Ozeanboden als Akkretionskeil. Dabei wurden Gesteine der ozeanischen Kruste in Richtung des Nama-Vorlandbeckens auf den Kalahari-Kraton aufgeschoben und zu einem Überschiebungs- und Faltungsgürtel aufgefaltet.
Der Akkretionskeil bzw. der Faltengürtel besteht aus Amphibolit-Fazies mit pelagischen, hemipelagischen und klastisch-sedimentären Ausgangsgesteinen, in die Linsen aus metamorph überprägte Basite eingeschaltet sind. Das Ergebnis dieser Tektonik sind u. a. die Hakosberge mit dem höchsten Gipfel Gamsberg. Die Vergenz (Kipprichtung) der Falten ist in Südost-Richtung geneigt.

### Nama-Vorlandbecken
Infolge der teilweisen Subduktion des Kalahari-Kratons unter den Kraton Kongo-SF senkte sich durch die Auflast des unterschobenen Kontinentalblocks ein Krustenabschnitt des Kalahari-Kraton ab und bildete somit eine Lithosphärensenke. Daraus entstand das Nama-Vorlandbecken, oder Südliches Vorlandbecken, das dementsprechend als Peripheres Vorlandbecken (engl. Peripheral foreland basin) klassifiziert ist. In der Folge nahm das Nama-Vorlandbecken mächtige Sedimentablagerungen aus den erodierenden umgebenden Gebirgen auf; mit diesem Bezug ist es zum Sedimentbecken geworden.
Die Südliche Randzone wurde durch späte orogene Prozesse gegenüber der Südlichen Zone um 10 km angehoben. Dieses war vermutlich das initiale Ereignis für den Beginn des Naukluft Nappe Complex-Deckentransportes nach Süden auf das Nama-Vorlandbecken mit Abscherung vom Untergrund und Überschiebung auf die bereits abgelagerten Beckensedimente. Es bildet sich somit eine allochthone, vom Bildungsort etwa 80 km weit verschobene Tektonische Decke.

## Geologische Stockwerke
Der Damara-Gürtel enthält verschieden alte, in unterschiedlichen geologischen Kontexten entstandene und heterogen zusammengesetzte Krustenprovinzen (engl. Geologic province). Sie bestehen aus dem geologisch älteren gefalteten und meist hochgradig metamorph überprägten Grundgebirge und dem jüngeren, meist undeformierten Deckgebirge. Das Grundgebirge (engl. Basement) besteht aus dem Kratonischen Stockwerk, den Inlier und dem Khan River Detachment. Das Deckgebirge wird gebildet durch das Sedimentäre Stockwerk. Chronostratigraphisch lassen sich wie folgt differenzieren:

### Kratonisches Stockwerk
Das unterste Stockwerk des Damara-Gürtels wird von den beiden überwiegend archaischen (4.000 bis 2.500 mya) Kratonen Kongo-SF und Kalahari gebildet. Ersterer unterliegt den nördlichen bis zentralen Zonen, letzterer den südlichen Zonen des Damara-Gürtels.
Das kratonische Stockwerk in der Zentralen Zone enthält verschieden gefärbte Augengneise (in feiner Matrix eingebettete größere Mineral-Einsprenglinge) als Basisschicht. Darüber liegen metamorph überprägte Basalte (Metabasalte) aus Quarzit, Calciumsilikat-Gesteinen mit reichen Mineralbestandteilen an Epidot und Skapolith, Arkosen sowie Glimmerschiefer mit verschiedenen Mineralanteilen, der auch in den Metasedimenten der Nosib- und Swakop-Gruppen vorkommt.

### Inlier
Verbunden mit kratonischen Stockwerk sind mehrere Inlier (Enklaven). Diese sind entweder teilweise aufgeschlossen oder durch Sedimentschichten überdeckt. Die Inlier bilden wahrscheinlich unterhalb der sedimentären Deckschichten große Erweiterungen des kratonischen Stockwerkes.
Vermutlich entstanden diese Inlier an aktiven Kontinentalrändern während der Entwicklung des hypothetischen Superkontinents Columbia mit Grabenbruchbildungen während der Eburnischen Orogenese (engl. Eburnean orogeny) zwischen etwa 2.200 und 2.000 mya sowie der Kibarischen Orogenese (engl. Kibaran orogeny), die zwischen 1.400 und 1.000 mya mit zur Bildung von Rodinia führte. Die ältesten Ausgangsgesteine (Protolithe) datieren auf mehr als 2.100 mya und stammen aus einer verarmten Erdmantelquelle, deren ursprüngliche Zusammensetzung infolge einer magmatischen Differentiation einzelne Komponenten entzogen wurden.
Die bedeutendsten Inlier sind der Kamanjab-Inlier, der Grootfontein-Inlier und der Epupa-Metamorphic Complex, die sich alle als Akkretionskeile am südwestlichen Rand des Kratons Kongo-SF anlagerten. Dieses tektonische Krustenwachstum vollzog sich von Ost nach West. Am nordwestlichen Rand des Kalahari-Kratons akkretierte der Rehoboth-Inlier.
- Der Kamanjab-Inlier[14] wurde nach der Ortschaft Kamanjab in der Region Kunene benannt. Er erstreckt sich im Südosten des Kaoko-Gürtels und ist nördlich und östlich umgeben von der Nördlichen Plattform und südlich von der Nördlichen Zone des Damara-Gürtels. Der Inlier tritt dort großflächig als Ausbiss bzw. Aufschluss zu Tage und wird in drei verschieden aufgebaute Komplexe gegliedert.

Die nördliche ist charakterisiert durch niedrig metamorphe vulkano-klastische Sequenzen u. a. mit felsischen rhyolithische Laven, Ignimbrite und Tuffite sowie subvulkanische Porphyre. Die Entwicklung dieser Gesteine deutet auf eine Subduktionszone an einem aktiven Kontinentalrand hin. Der südliche Komplex besteht aus hochgradig metamorph überprägten Sedimenten und vulkano-klastischen Serien, in denen u. a. Gneise, Phyllite und Quarzite, Amphibolite und unterschiedliche Ausprägungen von Orthogneisen enthalten sind. Basische und felsische Magmen intrudierten die Ablagerungen. Großräumige plutonische Intrusionen bis hin zu mächtigen Batholithen aus grobkörnigen Graniten, mittelkörnigen Quarz-Monzoniten (Adamelliten) und Granodioriten bilden den dritten Komplex, der die nördlichen und südliche Komplexe trennt.
Die ältesten paläoproterozoischen (2.500 bis 1.600 mya) metamorphen Sequenzen mit Granitoiden und granitischen Paragneisen datieren auf 1.860 bis 1.830 mya. Während der Kibararischen Orogenese fanden weitere magmatische Phasen zwischen etwa 1.500 und 1.300 mya statt. Sie werden mit tektono-metamorphen Ereignissen in Verbindung gebracht. Metamorphe Überprägungen der Gesteine erzeugten Migmatisierung, wodurch sie lokal partiell aufgeschmolzen wurden (siehe → Anatexis).
- Der Grootfontein-Inlier[14] erhielt seinen Namen von der Gemeinde Grootfontein in der Region Otjozondjupa. Er befindet sich östlich vom Kamanjab-Inlier an der Vereinigung der Nördlichen Plattform mit der Nördlichen Zone des Damara-Gürtels und tritt dort nur als kleiner Ausbiss zu Tage, der bisher nur mit Bohrkernen und wenig untersucht wurde. Die Gesteine bildeten sich als Plutonite, die überwiegend aus einer alkalischen bzw. tholeiitische (engl. Tholeiitic magma series) und kalkalkalischen (engl. Calc-alkaline magma series) granitischen und granodioritischen Komposition mit Gabbros, Dioriten und Graniten bestehen (siehe → Subalkalisches Magma). In diese intrudierten Aplite und Pegmatite. Die Geochemie lässt auf eine Evolution an einem aktiven Kontinentalrand zwischen 2.022 und 1.946 mya schließen. Der  Grootfontein-Inlier ist damit etwa 150 mya älter als der Kamanjab-Inlier.

- Der Rehoboth-Inlier[29] ist benannt nach der Stadt Rehoboth in der Region Hardap und kann als Krustenblock verstanden werden, der sich den nordwestlichen Rand vom Kalahari-Kraton als Akkretionskeil anlagerte. Dort befindet er sich im Süden des Damara-Gürtels als Teil des Nama-Vorlandbeckens. Dieser Inlier besteht sich aus zwei unterschiedlichen tektonischen Sequenzen, der Rehoboth-Sequenz und der Sinclair-Sequenz. Beide Ausbisse treten an der Geländeroberfläche aus.

- - Die Rehoboth-Sequenz entstand zwischen etwa 1.900 und 1600 mya im Rahmen der Eburnischen Orogenese an aktiven Rändern des Kalahari-Kratons mit plattentektonischen Inselbogen- und Backarc-Becken-Bildungen und deren späteren Akkretionen. Die basale Elim-Formation datiert auf 1.870 mya und besteht aus basaltischen Gesteinen. Darüber lagern andesitische (1.769 mya) und rhyolithtische (1.753 mya) Vulkanite. Das weitere Gesteinsspektrum ist vielfältig und umfasst vor allem verschiedene Konglomerate, Quarzite, Phyllite, stark verfaltete Gneise und Amphibolite sowie kalkalkalische Intrusionen.

- - Die Sinclair-Sequenz, die ihren Namen nach der Typlokalität bei der Sinclair Farm westlich der Ortschaft Helmeringhausen (Namibia) erhielt, entwickelte sich während der Kibarischen Orogenese im Zeitraum von 1400 bis 1000 mya im Regime eines kontinentalen Riftereignisses. Das Grundgebirge besteht aus Granitoiden mit Alter von 1.250 bis 1.050 mya. Darüber bildeten sich Ablagerungen, bestehend überwiegend aus einer magmatisch dominierten Abfolge von felsischen und mafischen Vulkaniten, Pyroklastika, ausgedehnten Intrusionen sowie verschieden zusammengesetzte Sandstein-Konglomeraten. Diese Ablagerungen wurden ab etwa 750 mya überdeckt durch Schichten aus Quarziten und Schiefern. Die Sinclair-Sequenz erstreckt sich westlich bis nordwestlich direkt am Rand des Kalahari-Kratons.

### Khan River Detachment

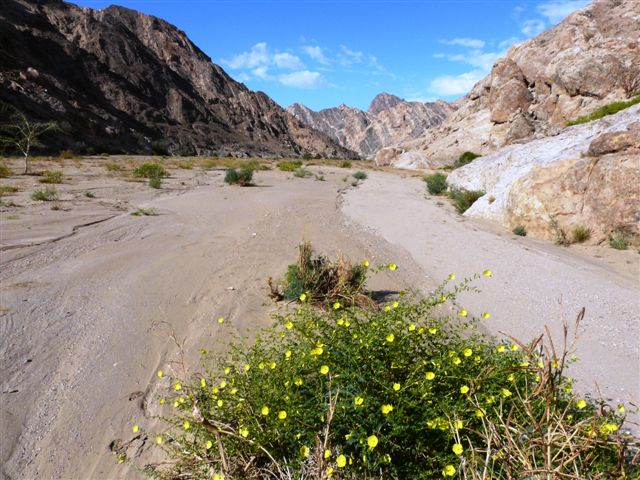
Khan-Rivier-Trockenfluss

Auf dem kratonischen Stockwerk lagert in der Südlichen Zentralen Zone des Damara-Gürtels das Khan River Detachment.  Der Name entstammt dem Khan-Rivier-Fluss in der Region Erongo. Das Detachment entstand in einem tektonischen Dehnungsregime und bildet als Abscherung eine duktile Scherzone, die den granitischen Gneisuntergrund des kratonischen Stockwerks von dem metamorphen sedimentären Stockwerk trennt. Die Schichtdicke dieser Scherzone liegt zwischen 50 m und 2 km. Infolge der sinistralen transpressiven Kollision der Kratone Kongo-SF und Kalahari unterlagen die Gesteine einer Dislokations-Metamorphose und wurden mylonisiert (plastisch verformt). Obwohl bisher noch nicht nachgewiesen, wird eine großflächige bzw. durchgehende Scherzone vermutet.
Innerhalb des Detachments bildeten sich mehrere Inlier unterschiedlicher Ausprägung, die als Dome bezeichnet werden. Sie treten als Ausbisse zu Tage und bilden oft linienhafte Areale, die dann als Inliner bezeichnet werden, wie z. B. der Abbabis-Inlier. Dieser erstreckt sich etwa zwischen den Gemeinden Karibib und Usakos in der Region Erongo. Sein Name bezieht sich auf den stillgelegten Bahnhof Abbabis ungefähr 15 km südlich-östlich von Karibib. Die Breite von zwölf untersuchten Domen variiert an der Basis zwischen etwa 2 und 30 km. Die Neigung der Dome weist überwiegend in SW-Richtung, vereinzelt aber auch in SSO-, W- oder NNW-Richtung.
Als Ursache der Dom-Entstehung wird eine Kombination aus Nordwest-/Südost-Kompression und Südwest-/Nordost-Dehnung der Kruste angesehen, die das Detachment vom Untergrund abgelöste und es in Richtung der südwestlichen Kollisionsrichtung der Kratone verschob.
Die Bildung der Dome begann mit der Kompression und Verkürzung des kratonischen Stockwerks, wodurch Längsfalten parallel zum Verlauf des Damara-Gürtels entstanden. Es folgte eine zusätzliche Stauchung und Verdickung in Querrichtung, die die typische kuppelförmige Dom-Struktur erzeugte. Anschließend wurde das kratonischen Stockwerk mit den Domen in Längsrichtung gestreckt; die Kuppeln erhielten eine längliche Form. In der letzten Phase wurden die Dome infolge von Überschiebungen in kilometergroße, längsgerichtete Mantelfalten gedrückt. Durch diese plastischen Verwerfungen entstand eine Scherung, die das Khan River Detachment vom Untergrund ablöste. Während dieser Prozesse lagerten sich hauptsächlich in den Synklinalen (nach unten gerichteter Teil einer Falte) bzw. Spalten zwischen den Domen Sedimente ab. Häufig kommen rote quarz- und feldspathaltige Augengneise, porphyrische, biotitische Monzogranite vor.
In die Dome drangen mehrfach massive granitische Intrusionen ein. Der verbreitetste Granittyp ist der nicht geschichtete pegmatitische Leukogranit, auch Alaskit genannt. Er intrudierte in Form von Dykes oder Lagergänge. Ansonsten stiegen graue, schwach geschichtete biotithaltige Granite und Diorite auf. Die tektonisch-vulkanische Entwicklung erfolgte während der Hauptkollisionsphase der beteiligten Kratone.

## Sedimentäres Stockwerk
Das Grundgebirge mit dem kratonischen Stockwerk, den Inlier und dem Khan River Detachment werden größtenteils überdeckt durch ein sedimentäres Stockwerk, das unter den Bezeichnungen Damara-Supergruppe oder Damara-Sequenz zusammengefasst wird. Es besteht aus z. T. sehr unterschiedlichen Sedimenten, die in terrestrischen, in limnischen oder in marinen Ablagerungsmilieus entstanden. Sie werden lithostratigraphisch in verschiedene Gruppen, Untergruppen und Formationen gegliedert. Darin spiegeln sich die lithologischen Eigenschaften, Entstehungsbereiche und -zeiträume der Sedimente wider, die jedoch nicht in allen Bereichen des Damara-Gürtels gleichermaßen present sind.
Die Angaben über den frühesten Sedimentationsbeginn der Damara-Sequenz schwanken zwischen 1.000 und 850 mya. Diese beziehen sich auf Kollisions- und Zerfallsprozesse des Superkontinents Rodinia. Im engeren Sinn begann die Sedimentbildung und -ablagerung mit der Grabenbruchbildung zwischen den Kartonen Kongo-SF und Kalahari um 780 mya.
Die Einheiten der Damara-Sequenz liegen meistens diskordant sowohl auf den Grundgebirgseinheiten als auch aufeinander. Sie unterlagen vielfältigen tektonisch bedingten Deformationen und Metamorphosen.